# 保健室の先生は迷探偵
『保健室の先生は迷探偵』（ほけんしつのせんせいはめいたんてい）は、篠原昌裕による日本の推理小説。

## 概要
- 第10回『このミステリーがすごい!』大賞の1次選考で落選。しかし後に第10回『このミステリーがすごい!』大賞の隠し玉（編集部推薦）として出版されることとなった[1]。このように最終選考まで残らなかった作品が隠し玉として出版される形は極めて異例である
- 同じ第10回『このミステリーがすごい!』大賞の隠し玉に選ばれた岡崎琢磨『珈琲店タレーランの事件簿 また会えたなら、あなたの淹れた珈琲を』と矢樹純『Sのための覚え書き かごめ荘連続殺人事件』、堀内公太郎『公開処刑人 森のくまさん 』と同日発売となる
- 発売から数日で一部の書店では売り切れとなるなど好調な出だしとなった[要出典]

## ストーリー概要
私立山瀬学園高校内で教師の惨殺シーンを描いた「殺人画」が掲げられた。校長は、熱血養護教諭と変わり者の美術教師に犯人捜しを命じる

## ストーリー
私立高校・山瀬学園で女性教師の惨殺死体を描いた油絵が、廊下に飾られるという悪質ないたずら事件が発生する。校長からの特命で、養護教諭の茂木遙は美術教師の椎名巧とともに、「殺人画」を描いた犯人を捜すことになる。極秘に調査を続けるが、やがて第2の「殺人画」が飾られ、事件は思わぬ展開をたどる

## 主な登場人物
茂木遙
私立高校・山瀬学園の養護教諭。校長から椎名巧とともに校内で起きた悪質ないたずら事件の調査を依頼される。熱血である。
椎名巧
私立高校・山瀬学園の美術教師。校長から茂木遙とともに校内で起きた悪質ないたずら事件の調査を依頼される。変わり者である。